# Prix littéraire de la ville de Tampere
Le prix littéraire de la ville de Tampere (finnois : Tampereen kaupungin kirjallisuuspalkinto) est un prix littéraire décerné depuis 1944 par la ville de Tampere.

## Description
Le prix peut être décerné à des œuvres de fiction ou autres œuvres littéraires créatives écrites par des auteurs de Tampere ou publiées sur le thème de Tampere. Un auteur de Tampere est un écrivain résidant à Tampere ou dans ses environs, ou un écrivain originaire de Tampere et résidant ailleurs.  
Conformément au règlement, le prix ne sera pas décerné au même auteur deux années de suite. Il sera décerné sans concours, à la discrétion du comité des Prix de création littéraire.

## Lauréats
Les récipiendaires du prix sont:
| Année | Auteur : Ouvrage |
| ----- | --- |
| 1944  | Kaapo Murros : Tampereen entisajan porvarien kommelluksia |
| 1945  | Esti Heiniö : Onnellinen nikkari (pièce de théâtre). |
| 1946  | Unto Kanerva : Pumpulilaisia ja pruukilaisia |
| 1947  | Lauri Viita : Betonimylläri (poèmes) Helvi Jokinen : Renkaita suvannon pinnassa Uuno Sinisalo : Tampereen kirja |
| 1948  | Viljo Paula : Kaivos Väinö Linna : Musta rakkaus |
| 1949  | Reino Mantere : Puro pyrkii valtamereen Kaapo Murros : Mamsellin hopearuplat Em. Lammi : Puoli vuosisataa työväenopistotyötä Tampereella |
| 1950  | Lauri Viita : Moreeni |
| 1951  | Aili Somersalo : Metsolan lapset et toute son œuvre |
| 1952  | Oiva Paloheimo : Ratsastus Eedeniin Eino Arohonka : Kun maalinauha katkeaa, Pikatoimisto Pamaus Leena Härmä : Tuittupää ja Rantakylän Sisu |
| 1953  | Frans Emil Sillanpää : Poika eli elämäänsä (mémoires) Hilppa Kinos : Sivuhenkilö Esti Heiniö : Neito ja punapaula Laura Virkki: Koko päivän on satanut Soile Kaukovalta : Tanttera (satukirja) ja Teinitytön ikkuna (roman) Ainikki Kivi : Korvatunturin tuvilta (contes)                                                                   |
| 1954  | Väinö Linna : Tuntematon sotilas Eino Salmelainen : Aioin papiksi - jouduin teatteriin Lauri Kuusanmäki : Elämänmenoa entisaikaan Tyko Varto : Lapsuuteni Tampere Eila Pennanen : Pyhä Birgitta |
| 1955  | Yrjö Jylhä: Suuret draamat 1-3 (käännöstyö) Jaakko Syrjä: Lumpeen kylässä Viljo Kajava: Muuttumatta Veikko Pihlajamäki: Mustaa valkoisella Rauha Virtanen: Seljan tytöt Hannu Lehtinen: Kersat eivät kursaile Matti Kurjensaari: Suuntana suomalainen                                                                                       |
| 1956  | Arvo Tuominen: Sirpin ja vasaran tie Eeva-Liisa Manner: Tämä matka Aili Somersalo: Seikkailuja Unikkosaarella |
| 1957  | Harri Kaasalainen: Ahtojäitä Yrjö Niiniluoto: Mitä on olla suomalainen Mirkka Rekola: Tunnit Leena Härmä : Ruusuntippa Kirsi Kunnas : Tiitiäisen tarinoita |
| 1958  | Helvi Erjakka: Puutarhakatu 50 Matti Hyvönen : Punainen taivaanranta Kalle Päätalo : Ihmisiä telineillä Kaarle Heikki Seppälä : Muistot jäivät |
| 1959  | Esti Heiniö: Häämarssi Martti Joenpolvi : Kevään kuusi päivää Eeva-Liisa Manner : Eros ja Psykhe Alex Matson : Muistiinpanoja |
| 1960  | Matti Saariaho: Työttömät Harri Kaasalainen : Simultaani Eino Salmelainen: Tarinaa teatterista Rauha S. Virtanen: Virva Seljan yksityisasia |
| 1961  | Martti Joenpolvi : Niin musta kuin multa Oiva Paloheimo : Salonki Mirkka Rekola : Syksy muuttaa linnut Lauri Viita : Suutarikin suuri viisas |
| 1962  | Aapo Junkola : Petos Kalle Päätalo : Selkosen kansaa Hannu Salama : Se tavallinen tarina, Lomapäivä Pentti Ketola : Vaskisen vangit |
| 1963  | Elina Vaara : Mimerkki, Danten Jumalaisen näytelmän suomennos Tauno Kaukonen : Klaani Jorma Kannila : Höyheniä N-B. Stormbom : Väinö Linna |
| 1964  | Eeva-Liisa Manner : Niin vaihtuivat vuoden ajat Kari Aronpuro : Peltiset enkelit Veikko Pietilä : Jäähyväiset amiraalille |
| 1965  | Aapo Junkola : Lintujen aika Jaakko Syrjä : Nuori metsästäjä Mirkka Rekola : Ilo ja epäsymmetria Eino Salmelainen : Teatteriväkeä lähikuvassa Eeva Virtanen : Tyttö Monrepoon nurkalta |
| 1966  | Viljo Kajava : Tampereen runot Kalle Päätalo : Viimeinen savotta Jussi Kylätasku : Kosketuskohdat |
| 1967  | Hannu Salama : Minä, Olli ja Orvokki; Kenttäläinen käy talossa Väinö Linna : Oheisia Asko Martinheimo : Melkein seitsemän |
| 1968  | Eeva-Liisa Manner : Fahrenheit 121, Jos suru savuaisi, Poltettu oranssi Helvi Erjakka : Hän meni pois Aaro Honka : Hurja kunnari |
| 1969  | Orvokki Autio : Kaukana soi haitari Aapo Junkola : Oi Emma Erkki Lepokorpi : Matkat Alex Matson : Mielikuvituksen todellisuus |
| 1970  | Erkki Räikkönen : Rumba Eino Salmelainen : Jatkuuko teatteri Ilpo Kaukovalta : Latinalainen kortteli Kari Aronpuro : lokomonyliopisto |
| 1971  | Orvokki Autio : Puimakone Bulevardilla Martti Joenpolvi : Yö jona jäät vahvistuivat Eeva-Liisa Manner : Paetkaa purret kevein purjein Eila Pennanen : Himmun rakkaudet Asko Martinheimo : Pääkallokiitäjä |
| 1972  | Erkki Lepokorpi : Jumalauta meitä ammutaan Kalle Päätalo : Tammettu virta Hannu Salama : Siinä näkijä missä tekijä Kai-Kyösti Kaukovalta : Attentaatti Kirsi Kunnas : Puupuu ja Käpypoika |
| 1973  | Eila Pennanen : Ruusuköynnös Väinö Kirstinä : Säännöstelty eutanasia Eevamaija Poijärvi : Perhosleikki Keijo Siekkinen : Naisen mies Ines Lappalainen : Vastamäen Saara viidennellä |
| 1974  | Aila Meriluoto : Lauri Viita Kalle Päätalo : Täysi tuntiraha Arto Seppälä : Pohjantähti on aina pohjoisessa (26 écrivains): Sampolan runot Risto Rasa : Hiljaa nyt se laulaa Uolevi Nojonen : Tinatähti ja Anselmin aarre |
| 1975  | Viljo Kajava : Läheltä Marja Hujala : Maailma sitten vieroitti Martti Joenpolvi : Yksinäisyys Tauno Kaukonen : Veräjättömän tarina Erkki Räikkönen : Punainen harju |
| 1976  | Eeva-Liisa Manner : Kamala kissa Hannu Aho : Kaukana vihreä meri Ester Erhomaa : Jokivarren Sohvin parempi elämä Tytti Parras : Turkkilainen satula Anneli Toijala : Lentäkää linnut |
| 1977  | Väinö Kirstinä : Elämä ilman sijaista Mirkka Rekola : Kohtaamispaikka vuosi Martti Joenpolvi : Marmoriuni Erkki Lepokorpi : Käy ruusutkin kukkimaan Lilian Kallio : Puumajakesä |
| 1978  | Tytti Parras : Pieni hyvinkasvatettu tyttö Eevamaija Poijärvi : Kuin sirkat pimeässä Hannu Salama : Kolme sukupolvea Tuula Kallioniemi : Karkulaiset ja Toivoton tapaus |
| 1979  | Hannu Aho : Taivaan mitalla Kari Aronpuro : Galleria Olli Jalonen : Sulkaturkki Kirsi Kunnas : Kani Koipeliinin kuperkeikka Anne Packalen : Ikuinen rakkaus on parempi |
| 1980  | Viljo Kajava : Valveilla kuin unessa Alli Grönroos : Antaa kaikkien päivien tulla Martti Joenpolvi : Valkoinen huvimaja Osmo I. Kaila : Viimeinen kesäloma Erkki Lepokorpi : Rautakoura ja pulmunen Eila Pennanen : Se pieni ääni Tuula Kallioniemi : Hikivuoren hirmuloikka, Kidnapattu kissa                                              |
| 1981  | Kari Aronpuro : Vähäfysiikka Eevamaija Poijärvi : Aamuvalon viiltäessä Olli Jalonen : Ilo ja häpeä Kalle Päätalo : Tuiskussa ja tuulessa Hannu Salama : Pasi Harvalan tarina Arto Seppälä : Viisi naista kappelissa Anneli Toijala : Liitupiirit Uolevi Nojonen : Roope ja Raisa                                                            |
| 1982  | Hannu Aho : Pelistä pois Aku Aittokallio : Yö lentää Martti Joenpolvi : Kauan kukkineet omenapuut Tuula Kallioniemi : Kameleonttivuosi Erkki Lepokorpi : Lasikuisti Eeva-Liisa Manner : Kauhukakara ja superkissa Matti Paloheimo : Hengenmies                                                                                              |
| 1983  | Kari Aronpuro : Merkillistä menoa Ester Erhomaa : Lapsuuteni maailmanloput Seppo Järvinen : Hellepäivä Jussi Kylätasku : Ensimmäinen Jalmarin kirja Asko Martinheimo : Mestarilaukaus Erkki Räikkönen : Juhani Väkevä Hannu Salama : Kaivo Kellarissa, Pasi Harvalan tarina II Anneli Toijala : Lumimies                                    |
| 1984  | Martti Joenpolvi : Haastemies Tytti Parras : Pensionaatti Satu Hassi : Magdaleena ei enää häpeä Väinö Kirstinä : Hiljaisuudesta Kirsi Kunnas : Kaunis hallayö Uolevi Nojonen : Hommat hanskassa, Johnny Jouni Numminen : Unohtamisen vimma Markku Toivonen : Tähkämehuballadi                                                               |
| 1985  | Hannu Aho : Sininen talo Taisto Harra : Puuttuva rengas Riitta Kärkölä : Sitten kun omenapuu kukkii Kalle Päätalo : Nouseva maa Anneli Toijala : Kaikki elämäni päivät Hannu Salama : Punajuova Jouni Tossavainen : Juoksijan testamentti Tuula Kallioniemi : Salapoliisi T. Koljosen vaarallisin tehtävä Matti Paloheimo : Levoton Lippi   |
| 1986  | Kari Aronpuro : Kirjaimet tulevat Väinö Kirstinä : Yötä, päivää Kirsi Kunnas : Valoa kaikki kätketty Martti Joenpolvi : Tupakkakauppiaan moraali Erkki Lepokorpi : Pure messinkiä Eila Pennanen : Santalahden aika Vuokko Tolonen : Lastenhuone Sirkka-Liisa Heinonen : Mykkä tytär                                                         |
| 1987  | Risto Ahti : Läsnäolon ikävä Viljo Kajava : Talvituuli Arto Kotilainen : Alastoman pojan ääriviivoja, Ensimmäinen ero Eeva-Liisa Manner : Santakujan Othello Jarmo Ojanen : Sulanutta lunta Hannu Salama : Amos ja saarelaiset Asko Martinheimo : Tuhkanaama ja Taivaantakoja Saara Sarkkinen : Töitä mun faijalle                          |
| 1988  | Taisto Harra : Maakiila Martti Joenpolvi : Pronssikausi Jaakko Syrjä : Kertomuksia radanvarresta Eila Pennanen : Kulmatalon perhe Päivi Perttula : Suhdetta Ella Ojala : Pitkä kotimatka Eeva-Maija Poijärvi : Ajatuksin ja sormenpäillä Markku Toivonen : Pimeä, kaunis puoliso Seppo Järvinen : Taikalipas Uolevi Nojonen : Pallo sukassa |
| 1989  | Kari Aronpuro : Rihmasto Markus Kajo : Kettusen kirja Tuula Kallioniemi : Aasi ja Morso; Viimeinen juna Arto Kotilainen : Sulhaspoika Anni Lahtinen : Vetehisen kutsu Anneli Toijala : Kuinka etana jarruttaa Kari Tolonen : Tuulimylly |
| 1990  | Hannu Aho : Taivaan valuuttaa Martti Joenpolvi : Terveessä ruumiissa Marko Kari : Reviiri Uolevi Nojonen : Räntää ruudussa Ella Ojala : Suomi näkyy Kalle Päätalo : Iijoen kutsu Saara Sarkkinen : Torakkamessu Arto Seppälä : Kuninkaan kujanjuoksu                                                                                        |
| 1991  | Kari Aronpuro : Tasanko 967 Aapo Junkola : Neljä lyhytnäytelmää Kirsi Kunnas : Tiitiäisen pippurimylly Hannu Salama : Ottopoika Anneli Toijala : Silkkikengät ja höyhenviitta Riitta Vartti : Pispalan enkeli Mika Wickström : Hienoosokeria                                                                                                |
| 1992  | Risto Ahti : Valitse minut Päivi Alasalmi : Onnellisia ihmisiä Asko Martinheimo : Kiven siruja Erno Paasilinna : Nuoruusaikoja Arto Seppälä : Aika on oravan hammas Jyrki Lehtola : Happy days Juice Leskinen : Räkä ja roiskis |
| 1993  | Juha Ruusuvuori : Kaniikki Lupus Nina Repo : Pimeä huone Niina Hakalahti : Ole sinä voinvärinen Jammu (Erkki Kanerva) : Tampere oli meirän Uolevi Nojonen : Vilkku ja sataman salaisuus |
| 1994  | Martti Joenpolvi : Villiminkit Tuula Kallioniemi : Petri Tamminen : Elämiä Anneli Toijala : Myrskylintu Markku Toivonen : Sudenkorennon vuosisata |
| 1995  | Taisto Harra : Esa Lavolan isompi ympyrä Markus Kajo : Kettusen kolmas Asko Martinheimo : Simpukkaprinsessa Carola Sandbacka : Ellen Llewellyn Arto Seppälä : Selkeemmille vesille Panu Tuomi : Iiris |
| 1996  | Hannu Aho : Kello 4.17 Päivi Alasalmi : Vainola Kari Aronpuro : Saa tulla, tulkintoja Seppo Jokinen : Koskinen ja siimamies Helena Sinervo : Sininen Anglia |
| 1997  | Alivaltiosihteeri : Huippu virallinen kirja Niina Hakalahti : Jotkut ja toiset Martti Joenpolvi : Kerrottu elämä Seppo Randell : Näköala vainiolta - Lielahden kaupunginosakirja Vuokko Tolonen : Tampereen ilmasto |
| 1998  | Aulis Aarnio : Johannes Richterin erehdys Risto Ahti : Iloiset harhaopit : runoja ja merkintöjä Kari Aronpuro : Paon viivoja Aapo Junkola : Kolme näytelmää Tuula Rotko : Susi ja surupukuinen nainen Juha Siro : Vapaa pudotus Juhani Syrjä : Juho 18 : monologiromaani                                                                    |
| 1999  | Seppo Jokinen : Koskinen ja taikashow Tuula Kallioniemi : Kotikujan Konsta Timo Malmi : Tähkäpää, sotavangin laulu Arto Seppälä : Unet ja rakkaus Panu Tuomi : Kuningasvesi Anneli Toijala : Punainen maa, valkea meri Jyrki Vainonen : Tutkimusmatkailija ja muita tarinoita                                                               |
| 2000  | Kari Aronpuro: Pomo:n lumo Kirsi Kunnas: Tiitiäisen tuluskukkaro Harri István Mäki: Yöjuttu Johanna Sinisalo: Ennen päivänlaskua ei voi Juha Siro: Musta runokirja Markku Toivonen: Ihmeitä |
| 2001  | Risto Ahti: Vain tahallaan voi rakastaa Inka Nousiainen: Kaksi kevättä Reidar Palmgren: Jalat edellä Heikki Salo: Kynsilehto |
| 2002  | Arto Lappi: Kukko puussa Kullervo Järvinen: Sonninkorvan blues Tero Mustonen: Traani Juha Siro: Elämän tarkoitus Seppo Parkkonen: Bestsellerin salaisuus |
| 2003  | Sinikka Nopola: Ei tehrä tästä ny numeroo Kari Aronpuro: Mikä tahansa Johanna Sinisalo: Sankarit Panu Rajala: Senaatin ratsumies Raili Manninen: Renesto Angelico Aragonialainen Silja Sillanpää: Reissukissa Katti Matikainen |
| 2004  | Arto Lappi: Oravan portaat Reidar Palmgren: Lentämisen alkeet Teemu Manninen: Turistina täällä Mirkka Rekola: Valekuun reitti Tuula Kallioniemi: Nikolai Kärpäsen ihmeellinen talvi |
| 2005  | Jyrki Vainonen: Perintö Kari Aronpuro: Gathandu Pekka Kejonen: Suruttoman saattohoito Sari Peltoniemi: Ainakin tuhat laivaa Juhani Ahvenjärvi: Yhä kiihtyvä tauko |
| 2006  | Sanna Ravi: Ansari Seppo Jokinen: Hiirileikki Markku Turunen: Hyvä Joel Markku Toivonen: Kuka yössä herää Katariina Romppainen: Sääskentapporock |
| 2007  | Antti Tuuri: Kylmien kyytimies Arto Lappi: Harakan paja Maija Myllykangas: Nokkahuilupuu Anneli Kanto: Hirmuinen vedenpaisumus ja muita myyttisiä tarinoita Tommi Liimatta: Muovikorvo Päivi Lukkarila: Koitetaan kestää, Nanna Juha Siro: Saat toivoa kolmesti                                                                             |
| 2008  | Pekka Kejonen: Mastodontin muistijäljet Saara Kesävuori: Hyvä isä Salla Simukka: Takatalvi Jari Tervo: Troikka |
| 2009  | Päivi Alasalmi: Turhamainen aasi Minttu Hapuli: Tarot-tarinat Johanna Hulkko: Säkeitä Pietarista Sirkku Peltola: Pieni raha Terhi Rannela: Goa Ganesha ja minä Juha Siro: Marilynin hiuspinni Terhi Vedenkivi: Kolmas korva |
| 2010  | Kari Aronpuro: Kihisevä tyhjä Siiri Enoranta: Nukkuu lapsi viallinen Tuula Kallioniemi: Konsta sydämen asialla Kari Raineranta: Ihmiskanava Katariina Romppainen: Pitkät päiväunet Tuija Välipakka: Klovnin pelko |
| 2011  | Janica Brander: Lihakuu Nelli Hietala: Lintujen käytännöllisyydestä Karo Hämäläinen: Erottaja Arto Lappi: Laululento: runoja Jukka-Pekka Palviainen: Joku vieraileva tähti |
| 2012  | Hassan Blasim: Vapaudenaukion mielipuoli J. K. Ihalainen: Tisle Asko Jaakonaho: Onnemme tiellä Salla Simukka: Jäljellä ja Toisaalla Johanna Sinisalo: Salattuja voimia Panu Tuomi: Sylviuksen uurre |
| 2013  | Päivi Alasalmi: Joenjoen laulu ja Kultainen kissanpentu Siiri Enoranta: Nokkosvallankumous Kristiina Harjula: Pispalan kiviä Harri V. Hietikko: Lausukaa paranoid Mikko Metsähonkala: Toisaalta/(P)å andra sidan/ In other wor(l)ds Veera Nieminen: Avioliittosimulaattori Marisha Rasi-Koskinen: Valheet                                   |
| 2014  | Juhani Ahvenjärvi: Ilmakuva osuu joka oksaan Seppo Jokinen: Mustat sydämet Katja Kaukonen: Kohina Anni Kytömäki: Kultarinta Jari Mäkipää: Etsiväkerho Hurrikaani ja hämärän majatalo Terhi Rannela: Läpi yön Tiitu Takalo: Minä, Mikko ja Annikki Jyrki Vainonen: Askelia                                                                   |
| 2015  | Siiri Enoranta: Surunhauras, lasinterävä Aino Havukainen & Sami Toivonen: Tatun ja Patun ihmeellinen joulu Emmi Itäranta: Kudottujen kujien kaupunki Anneli Kanto: Pyöveli Katja Krekelä: Hurjalinna Kirsti Kuronen: Paha puuska Pekka Kytömäki: Ei talvikunnossapitoa                                                                      |